# Jahcoozi

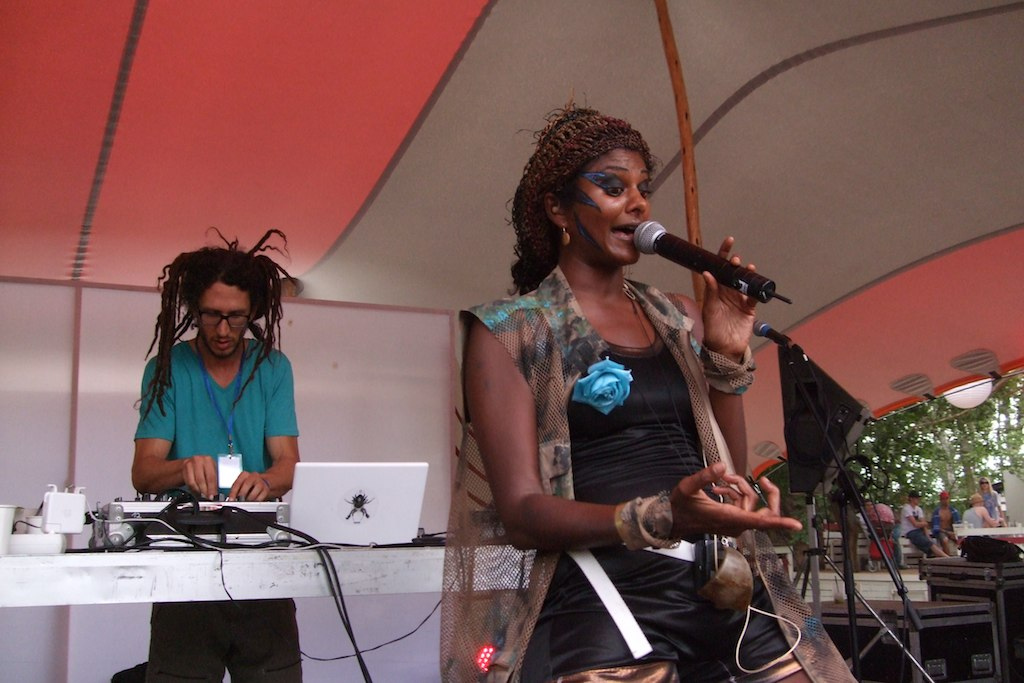
Oren Gerlitz und Sasha Perera als Jahcoozi 2010 auf einem Festival bei Mirow

Jahcoozi ist eine multinationale Musikgruppe aus Berlin. Ihr Musikstil wird als eine Mischung aus abstrakten elektronischen Rhythmen und Ragga, Hip-Hop, Blip-Hop und Electronica beschrieben. Das Trio besteht aus der sri-lankisch-britischen Sasha Perera, Robot Koch aus Deutschland und dem aus Israel stammenden Oren Gerlitz, auch bekannt als Baba Massive.

## Geschichte
Jahcoozi begannen ab dem Jahr 2003 in Berliner Szenekreisen zu spielen. Die erste EP Fish erschien im Juli 2003 auf dem Berliner Label WMF Records. Es folgten Auftritte, unter anderem auf dem Berliner Musikfestival Marke B. 2005 erschien auf Kitty-Yo das Debütalbum Pure Breed Mongrel. 
Das dritte Album der Gruppe Barefoot Wanderer erschien am 23. April 2010.
Sasha Perera musiziert außerdem seit 2013 als Perera Elsewhere. Im Jahr 2013 erschien die erste Single Bizarre von Perera Elsewhere auf dem Label FoFMusic. Weiterhin betätigt sie sich unter dem Namen Mother Perera als DJ.

## Diskografie

### Alben
- 2005: Pure Breed Mongrel (Kitty-Yo)[4]
- 2007: Blitz N Ass (A Sound)
- 2010: Barefoot Wanderer (BPitch Control)

### EPs
- 2003: Fish 12" (WMF Records)
- 2004: V.A.: Girls EP (Shadetek Records)
- 2004: Rebel Futurism Part2 (Crosstown Rebels)
- 2005: Black Barbie EP (Kitty-Yo)

### Remixes und Features
- 2003: Panorama – Super Race Monkey (Hamton Recordings)
- 2004: Mendelson – White Canary (Fein raus/Kompakt)
- 2005: Raz Ohara – Hymn (Kitty Cuts)
- 2007: Filewile – Damn (Mouthwatering Records)
- 2006: Modeselektor feat. Jahcoozi – Silikon (BPitch Control)
- 2006: Unknownmix – The Siren (Playhouse)
- 2009: King Cannibal feat. Jahcoozi – Murder Us  (Ninja Tune)